# Cochapamba (Quito)

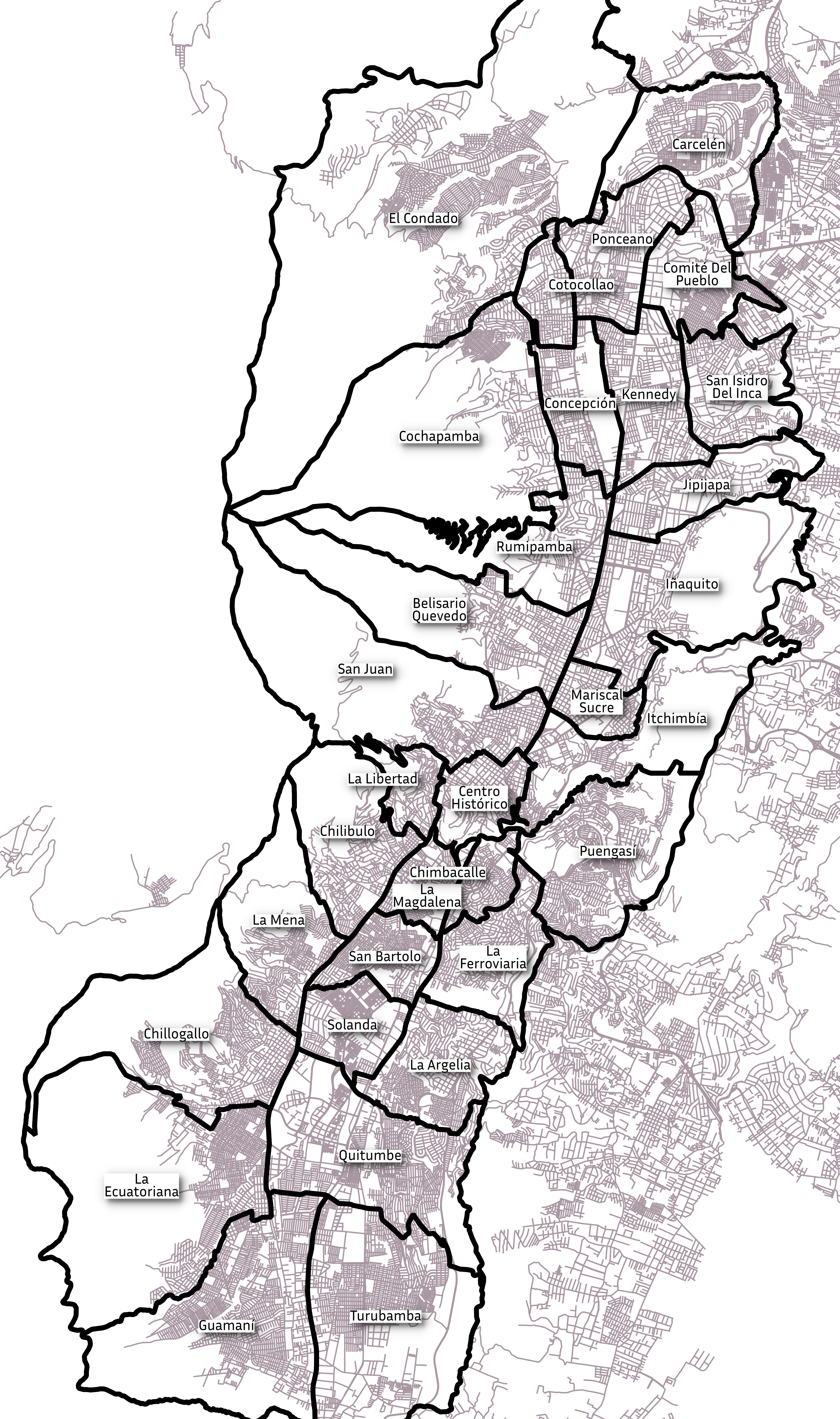
Parroquias urbanas von Quito; Cochapamba in der oberen Bildmitte

Cochapamba ist ein Stadtteil von Quito und eine Parroquia urbana in der Verwaltungszone Eugenio Espejo im Kanton Quito der ecuadorianischen Provinz Pichincha. Die Fläche beträgt etwa 2415 ha. Die Einwohnerzahl lag 2019 bei 70.873.

## Lage
Die Parroquia Cochapamba liegt im Nordwesten von Quito etwa 8 km nördlich vom Stadtzentrum auf einer Höhe von etwa 2970 m. Das Gebiet befindet sich am Osthang des 4696 m hohen Vulkans Rucu Pichincha. Die östliche Verwaltungsgrenze verläuft entlang der Avenida Mariscal Sucre. Die südliche Verwaltungsgrenze verläuft über den 3995 m hohen Loma Cóndor Rumi zum Gipfel des Rucu Pichincha.
In der Parroquia befinden sich u. a. die Barrios San Fernando und Atucucho.
Die Parroquia Cochapamba grenzt im Norden an die Parroquia El Condado, im Osten an die Parroquias Cotocollao und La Concepción sowie im Südosten und im Süden an die Parroquia Rumipamba.

## Natur
Oberhalb der Siedlungsgebiete befindet sich eine bewaldete Zone. An diese schließt sich der Páramo an.

## Barrios
Die Parroquia Cochapamba ist in folgende Barrios gegliedert:
- Cochapabamba (Norte y Sur)
- La Pulida
- Pinar Alto
- San Fernando
- San Lorenzo
- San Vicente de la Florida